# Notoxus anchora
Notoxus anchora är en skalbaggsart som beskrevs av Nicholas Marcellus Hentz 1827. Notoxus anchora ingår i släktet Notoxus och familjen kvickbaggar. Inga underarter finns listade i Catalogue of Life.